# Abou Yahya al-Libi
Abou Yahya al-Libi, de son vrai nom Mohamed Hassan Qaïd, également connu sous le nom de Younès al-Sahraoui (1er janvier 1963 - 4 juin 2012) est un djihadiste islamiste d'origine libyenne, l'un des principaux dirigeants d'Al-Qaïda et un ex membre du Groupe islamique combattant en Libye. 

## Biographie
Il naît en Libye le  1er janvier 1963. Il était présenté comme le no 2 de l'organisation à la suite de la mort du Libyen Atiyah Abd-al Rahman le 22 août 2011. Le gouvernement américain (Rewards for justice), offrait une prime d'un million de dollars pour sa capture. 
Sa jeunesse est méconnue. Il figure parmi un groupe de jeunes recrues du Groupe islamique combattant en Libye (GICL) envoyées en Afghanistan au début des années 1990 pour combattre les Soviétiques. À la demande de membres de son unité, il est envoyé en Mauritanie pour suivre des études théologiques auprès d'intellectuels religieux et y étudie la charia,. De retour en Afghanistan, passé sous le contrôle des Talibans, il rencontre Oussama ben Laden, fondateur d'Al-Qaïda et intègre le réseau. Il gravit des échelons de plus en plus élevés au sein de la nébuleuse, passant de guide spirituel à formateur théologique, puis formateur idéologique. Rapidement, ses connaissances religieuses lui permettent de tenir un rôle d'idéologue charismatique, au point d'être considéré comme le « fils spirituel » d'Oussama ben Laden. Diplômé de chimie et spécialiste des nouveaux médias, il devient au fil du temps un propagandiste réputé. Installé dans la province frontalière entre l'Afghanistan et le Pakistan, al-Libi développe ses compétences dans le domaine des nouveaux médias afin de contribuer à l'endoctrinement et l'enrôlement de nouvelles recrues. Entre 2001 et 2002, il s'emploie comme webmaster au service des Talibans. À leur contact, il apprend le pachtoune et l'ourdou.

### Arrestation et évasion (28 mai 2002 - 10 juillet 2005)
Abou Yahya al-Libi est arrêté le 28 mai 2002 par les services de renseignements pakistanais. Il est transféré puis emprisonné à la base américaine de Bagram, en Afghanistan. 
Trois ans plus tard, le 10 juillet 2005, il réussit à s'évader avec trois autres prisonniers, Abou Nasir al-Qahtani, Abou Abdallah al-Shami et Omar Farouk. Les quatre hommes échangent leurs blouses orange contre des uniformes de prison bleus dissimulés dans leurs cellules. Ils traversent et quittent la base en se faisant passer pour des soldats américains et rejoignent les Talibans. L'évasion, très médiatisée, confère à Libi un statut de « légende » dans les sphères djihadistes. 

## Rôle au sein d'Al-Qaïda
Fort de la renommée due à son évasion, al-Libi devient l'un des propagandistes les plus prolifiques d'Al-Qaida. Entre 2006 et 2010, il apparaît dans de nombreuses vidéos où il diffuse ses prêches, acquérant une notoriété et une visibilité plus importantes que celles des principaux dirigeants de la nébuleuse comme Oussama Ben Laden et Ayman Al-Zaouahiri. 
Selon Bill Branif de START, centre gouvernemental d'étude du terrorisme américain : « Libi servait de relais entre la vieille garde d'Al-Qaïda et la nouvelle génération [...] C'était une pièce maîtresse dans l'appareil de propagande d'Al-Qaida ».
En août 2007, il est le premier dirigeant d'Al-Qaïda à s'exprimer lors de l'assaut de la Mosquée rouge, encourageant les Pakistanais à se soulever contre le régime de Pervez Musharraf. Le lendemain de l'attaque, Ayman al-Zawahiri, alors no 2 du réseau, appelle à la guerre sainte contre Islamabad. En mars 2011, al-Libi exhorte les rebelles libyens à renverser le régime de Mouammar Kadhafi.
Le 2 mai 2011, à la suite de la mort d'Oussama ben Laden, abattu par un commando de Navy Seals américains à Abbottabad, al-Libi apparaît comme l'un des successeurs potentiels du fondateur d'Al-Qaïda à la tête de son réseau avant la nomination de l'Égyptien Ayman al-Zawahiri. 
Le 22 août 2011, le Libyen Atiyah Abd-al Rahman, nouvellement promu no 2 du réseau par Zawahiri, est tué par une attaque de drone américain. Il est remplacé peu après par al-Libi. En raison de ses talents d'orateur, de son charisme et de sa célébrité, ce dernier figure en première place parmi les successeurs potentiels d'Ayman al-Zawahiri.

## Mort
Le 4 juin 2012, les États-Unis annoncent qu'Abou Yahya al-Libi a été tué par une frappe de drone au Waziristan du Nord, dans les régions tribales du Pakistan. 
Bien que non annoncée par la direction centrale d'Al-Qaïda, la disparition du théoricien de la nébuleuse est confirmée par la Maison-Blanche et les services secrets pakistanais, sans indiquer toutefois les circonstances de sa mort.
Selon des sources pakistanaises, al-Libi aurait été blessé le 28 mai 2012 dans une attaque de drone dans la localité de Baigan, au Nord-Waziristan. Transporté au village de Hasso Khel pour y recevoir des soins, il serait mort dans une attaque de drone lancée contre la maison où il se remettait de ses blessures.
Selon l'interview d'un cadre de la CIA, Abou Yahya al-Libi est mort dans la localité de Mir Ali, au Nord-Waziristan. Il a été tué par un missile alors qu'il dormait au premier étage d'une maison en terre. 28 civils ont également été tués dans cette frappe. 
Le 13 juin 2012, Al-Qaïda diffuse une vidéo où il apparaît, sans qu'il soit possible de déterminer si la vidéo est récente, ou date d'avant sa mort.
Le 10 septembre 2012, Ayman al-Zawahiri confirme sa mort dans une vidéo. Quelques mois après, un militant présenté comme son successeur, le Koweïtien Khaled ben Abdel Rahmane al-Hussaïnane, est tué dans l'attaque d'un drone américain dans les régions tribales du Pakistan.